# DO-YA
『DO-YA』（どーや）は、1998年4月から2000年9月まで、讀賣テレビ放送(ytv)で毎週日曜0時25分（土曜深夜）に編成されていた2本立てバラエティ番組枠である。

## 歴史
1998年3月末の読売テレビでは、やしきたかじんの冠番組『たかじんnoどォ!』が終了し、同年4月以降の同局日曜0時台の60分枠は、それまで共に別の時間帯で放送されていた『ダウンタウンのガキの使いやあらへんで!!』と『進ぬ!電波少年』（共に日本テレビ制作番組）のバラエティ番組2本立てとし、『DO-YA』との枠名を付した番組編成がなされた。日本テレビ側の編成上の都合で両番組が休止となった場合は、不定期で『ロンブー龍』や『お笑いネットワーク』の再放送で穴埋めされた。また、タイトルは関西弁の「どや!」と土曜（どよう）の深夜（しんや）を略したものに引っかけている。
2000年10月から23時30分台に『ナイナイサイズ!』が開始され、それまで23時30分から放送されていた『スポーツうるぐす』の開始時間が25分繰り下がったことに伴い、『ガキの使いやあらへんで』は曜日を移動することになり、『最後の晩餐』のみがこの時間帯に残り、『DO-YA』の枠名を付してのバラエティ番組の放送は終了した。

## 番組構成
1998年4月5日（4日深夜） - 1998年9月27日（26日深夜）
- ダウンタウンのガキの使いやあらへんで!!（前半）
- 進ぬ!電波少年（後半）[3][4]

1998年10月11日（10日深夜）- 1999年3月14日（13日深夜）
- ダウンタウンのガキの使いやあらへんで!!（前半）
- 雷波少年（後半）[5][6]

※1998年10月4日は『進ぬ!電波少年』の、1999年3月28日は『雷波少年』の2本立て
1999年4月 - 2000年3月
- ダウンタウンのガキの使いやあらへんで!!（前半）
- LIVE PAPEPO 鶴+龍（後半）

2000年4月 - 2000年9月
- ダウンタウンのガキの使いやあらへんで!!（前半）
- 最後の晩餐（後半）

## コンセプトの同じ番組枠
- 笑撃的電影箱（日本テレビ）
- 水10!（フジテレビ）

他